# Menophra leptophema
Menophra leptophema är en fjärilsart som beskrevs av Louis Beethoven Prout 1954. Menophra leptophema ingår i släktet Menophra och familjen mätare. Inga underarter finns listade i Catalogue of Life.